# Cailing (köpinghuvudort i Kina, Jiangxi Sheng, lat 29,50, long 116,38)
Cailing är en köpinghuvudort i Kina. Den ligger i provinsen Jiangxi, i den sydöstra delen av landet, omkring 100 kilometer nordost om provinshuvudstaden Nanchang. Antalet invånare är 34 060. Befolkningen består av 16 537 kvinnor och 17 523 män. Barn under 15 år utgör 23,0 %, vuxna 15-64 år 70 %, och äldre över 65 år 5,0 %.
Runt Cailing är det tätbefolkat, med 530 invånare per kvadratkilometer. Närmaste större samhälle är Tutang, 15,7 km söder om Cailing. Trakten runt Cailing består till största delen av jordbruksmark.
Genomsnittlig årsnederbörd är 2 294 millimeter. Den regnigaste månaden är maj, med i genomsnitt 338 mm nederbörd, och den torraste är januari, med 74 mm nederbörd.